# Az MTK Budapest FC 2007–2008-as szezonja
Az MTK Budapest FC 2007–2008-as szezonja szócikk az MTK Budapest FC első számú férfi labdarúgócsapatának egy szezonjáról szól, mely összességében a 99. idénye volt a csapatnak a magyar első osztályban. A klub fennállásának ekkor volt a 119. évfordulója.

## Mérkőzések
| Színmagyarázat | Színmagyarázat |
| -------------- | -------------- |
|                | Győzelem.      |
|                | Döntetlen.     |
|                | Vereség.       |

### UEFA-kupa
1. selejtezőkör
| Első mérkőzés 2007. július 19. 20:30 |

| MTK Budapest         | 2 – 1   | Mika Jerevan |
| -------------------- | ------- | ------------ |
| Pintér 20' Urbán 57' | (1 – 1) | Cléber 45'   |

| Szusza Ferenc Stadion, Budapest Játékvezető: Garðar Hinriksson (izlandi) |

| Visszavágó 2007. augusztus 2. 16:00 |

| Mika Jerevan          | 1 – 0   | MTK Budapest |
| --------------------- | ------- | ------------ |
| Adamyan 26' Ristić 7' | (1 – 0) |              |

| Kasakhi Marzik Stadion, Astarak Nézőszám: 6 800 Játékvezető: Augustus Constantin (román) |

- A Mika Jerevan jutott tovább, 2–2-s összesítéssel, idegenben lőtt góllal.

### Soproni Liga 2007–08

#### Őszi fordulók
| 1. forduló 2007. július 23. 18:00 |

| MTK Budapest                            | 2 – 0               | FC Fehérvár                                 |
| --------------------------------------- | ------------------- | ------------------------------------------- |
| Bori 52' Urbán 60' Kanta 38' Pátkai 57' | (0 – 0) Jegyzőkönyv | Koller 60' Kocsis 72' Baranyai 78' Mohl 84' |

| Hidegkuti Nándor Stadion, Budapest Nézőszám: 1 000 Játékvezető: Bede Ferenc (magyar) |

| 2. forduló 2007. július 28. 18:00 |

| Paksi FC              | 1 – 4               | MTK Budapest                                    |
| --------------------- | ------------------- | ----------------------------------------------- |
| Márkus 2' 3' Éger 24' | (1 – 1) Jegyzőkönyv | Pátkai 9' 62' Kanta 75' Zsidai 82' Hrepka 90+2' |

| Fehérvári úti stadion, Paks Nézőszám: 3 500 Játékvezető: Sápi Csaba (magyar) |

| 3. forduló 2007. augusztus 6. 18:00 |

| MTK Budapest | 0 – 0               | Újpest                       |
| ------------ | ------------------- | ---------------------------- |
| Lambulić 65' | (0 – 0) Jegyzőkönyv | Pető 27' Rajczi 74' Habi 79' |

| Hidegkuti Nándor Stadion, Budapest Nézőszám: 3 000 Játékvezető: Kassai Viktor (magyar) |

| 4. forduló 2007. augusztus 10. 19:00 |

| Diósgyőr            | 2 – 2               | MTK Budapest  |
| ------------------- | ------------------- | ------------- |
| Carr 30' Elek 90+2' | (1 – 1) Jegyzőkönyv | Urbán 45' 55' |

| DVTK-stadion, Miskolc Nézőszám: 4 000 Játékvezető: Arany Tamás (magyar) |

| 5. forduló 2007. augusztus 17. 19:00 |

| MTK Budapest                                            | 3 – 2               | Debreceni VSC                                  |
| ------------------------------------------------------- | ------------------- | ---------------------------------------------- |
| Kanta 20' (11-esből) Urbán 67' Kulcsár 72' Lambulić 41' | (1 – 2) Jegyzőkönyv | Rudolf 40' Kouemaha 45' (11-esből) Bernáth 53' |

| Hidegkuti Nándor Stadion, Budapest Nézőszám: 1 200 Játékvezető: Andó-Szabó Sándor (magyar) |

| 6. forduló 2007. augusztus 25. 19:00 |

| BFC Siófok                          | 1 – 1               | MTK Budapest                    |
| ----------------------------------- | ------------------- | ------------------------------- |
| Fülöp 27' Tusori 50' Miklósvári 65' | (1 – 0) Jegyzőkönyv | Kanta 68' (11-esből) Pollák 75' |

| Révész Géza utcai stadion, Siófok Nézőszám: 2 500 Játékvezető: Sápi Csaba (magyar) |

| 7. forduló 2007. szeptember 3. 18:00 |

| MTK Budapest                                           | 4 – 1               | Zalaegerszegi TE             |
| ------------------------------------------------------ | ------------------- | ---------------------------- |
| Urbán 22' Bori 75' 75' Kanta 85' Szabó 90' Kulcsár 37' | (1 – 1) Jegyzőkönyv | Pekič 13' Vulin 40' Máté 41' |

| Hidegkuti Nándor Stadion, Budapest Nézőszám: 1 500 Játékvezető: Bede Ferenc (magyar) |

| 8. forduló 2007. szeptember 17. 18:00 |

| MTK Budapest                                     | 2 – 2               | Győri ETO               |
| ------------------------------------------------ | ------------------- | ----------------------- |
| Lambulić 17' Szabó 50' Rodenbücher 49' Urbán 60' | (1 – 1) Jegyzőkönyv | Nikolov 44' Brnović 82' |

| Hidegkuti Nándor Stadion, Budapest Nézőszám: 1 000 Játékvezető: Bognár Tamás (magyar) |

| 9. forduló 2007. szeptember 22. 18:00 |

| Kaposvári Rákóczi | 0 – 3               | MTK Budapest                                            |
| ----------------- | ------------------- | ------------------------------------------------------- |
|                   | (0 – 2) Jegyzőkönyv | Urbán 19' Kanta 36' Lambulić 52' Horváth 44' Pátkai 55' |

| Rákóczi Stadion, Kaposvár Nézőszám: 2 500 Játékvezető: Andó-Szabó Sándor (magyar) |

| 10. forduló 2007. október 1. 18:00 |

| MTK Budapest       | 1 – 2               | Budapest Honvéd                                             |
| ------------------ | ------------------- | ----------------------------------------------------------- |
| Bori 24' Urbán 72' | (1 – 1) Jegyzőkönyv | Abraham 5' Abass 65' Smiljanić 14' Tóth 89' Ivancsics 90+2' |

| Hidegkuti Nándor Stadion, Budapest Nézőszám: 3 500 Játékvezető: Bede Ferenc (magyar) |

| 11. forduló 2007. október 8. 18:00 |

| Vasas                        | 0 – 3               | MTK Budapest              |
| ---------------------------- | ------------------- | ------------------------- |
| Pavičević 72' Unierzyski 75′ | (0 – 2) Jegyzőkönyv | Kulcsár 9' 41' Pátkai 62' |

| Illovszky Rudolf Stadion, Budapest Nézőszám: 2 000 Játékvezető: Fábián Mihály (magyar) |

| 12. forduló 2007. október 22. 18:00 |

| MTK Budapest           | 2 – 0               | Nyíregyháza Spartacus                     |
| ---------------------- | ------------------- | ----------------------------------------- |
| Bori 43' Szabó 50' 70' | (1 – 0) Jegyzőkönyv | Bagoly 71' Zaleh 75' Zabos 77' Lippai 77' |

| Hidegkuti Nándor Stadion, Budapest Nézőszám: 1 000 Játékvezető: Bognár Tamás (magyar) |

| 13. forduló 2007. november 3. 13:30 |

| FC Tatabánya             | 1 – 3               | MTK Budapest                    |
| ------------------------ | ------------------- | ------------------------------- |
| Caugherty 64' Balogh 66' | (0 – 1) Jegyzőkönyv | Pátkai 10' Pintér 80' Urbán 82' |

| Városi Stadion, Tatabánya Nézőszám: 1 200 Játékvezető: Szilasi Szabolcs (magyar) |

| 14. forduló 2007. november 12. 18:00 |

| MTK Budapest                           | 3 – 0               | Rákospalotai EAC      |
| -------------------------------------- | ------------------- | --------------------- |
| Pátkai 17' Pál 60' Bori 70' Zsidai 21' | (1 – 0) Jegyzőkönyv | Madar 14' Pusztai 83' |

| Hidegkuti Nándor Stadion, Budapest Nézőszám: 1 000 Játékvezető: Bede Ferenc (magyar) |

| 15. forduló 2007. november 29. 15:00 |

| FC Sopron                         | 1 – 5               | MTK Budapest                                            |
| --------------------------------- | ------------------- | ------------------------------------------------------- |
| Tchana 45' Galliano 32' Fehér 60' | (1 – 2) Jegyzőkönyv | Urbán 13' 20' 66' (11-esből) 90+1' Galliano 75' (öngól) |

| Káposztás utcai Stadion, Sopron Nézőszám: 500 Játékvezető: Mészáros István (magyar) |

- A mérkőzést törölték és 3–0-val az MTK Budapestnek került jóváírásra. A november 26-ai (ez volt az eredetileg kitűzött időpont) találkozó félbeszakadt.

#### Tavaszi fordulók
| 16. forduló 2008. február 25. 18:00 |

| FC Fehérvár                       | 1 – 0               | MTK Budapest            |
| --------------------------------- | ------------------- | ----------------------- |
| Sitku 33' Horváth 4' Polonkai 53' | (1 – 0) Jegyzőkönyv | Lambulić 53' Zsidai 64' |

| Sóstói Stadion, Székesfehérvár Nézőszám: 1 805 Játékvezető: Solymosi Péter (magyar) |

| 17. forduló 2008. március 1. 16:00 |

| MTK Budapest                                | 1 – 1               | Paksi FC                         |
| ------------------------------------------- | ------------------- | -------------------------------- |
| Kanta 78' Pintér 41' Pátkai 62' Horváth 77' | (0 – 1) Jegyzőkönyv | Báló 28' Kriston 40' Weitner 90′ |

| Hidegkuti Nándor Stadion, Budapest Nézőszám: 800 Játékvezető: Kassai Viktor (magyar) |

| 18. forduló 2008. március 8. 15:00 |

| Újpest                                      | 1 – 3               | MTK Budapest                                                 |
| ------------------------------------------- | ------------------- | ------------------------------------------------------------ |
| Ebala 51' Božić 9' Balajcza 66' Regedei 67' | (0 – 1) Jegyzőkönyv | Lambulić 29' Kanta 68' (11-esből) 71' Hrepka 11' Horváth 21' |

| Szusza Ferenc Stadion, Budapest Nézőszám: 4 542 Játékvezető: Szabó Zsolt (magyar) |

| 19. forduló 2008. március 17. 18:00 |

| MTK Budapest                    | 1 – 1               | Diósgyőr                                               |
| ------------------------------- | ------------------- | ------------------------------------------------------ |
| Kanta 55' Pátkai 82' Pollák 90' | (0 – 0) Jegyzőkönyv | Honma 90' Pintér 34' Mogyorósi 45' Kállai 64' Elek 73' |

| Hidegkuti Nándor Stadion, Budapest Nézőszám: 2 000 Játékvezető: Bognár Tamás (magyar) |

| 20. forduló 2008. március 22. 15:00 |

| Debreceni VSC                        | 0 – 2               | MTK Budapest       |
| ------------------------------------ | ------------------- | ------------------ |
| Dombi 77' Takács 87′ Czvitkovics 90' | (0 – 0) Jegyzőkönyv | Pál 78' Pollák 88' |

| Oláh Gábor utcai stadion, Debrecen Nézőszám: 5 000 Játékvezető: Kassai Viktor (magyar) |

| 21. forduló 2008. március 29. 15:00 |

| MTK Budapest               | 3 – 0               | BFC Siófok         |
| -------------------------- | ------------------- | ------------------ |
| Urbán 23' 77' Lambulić 56' | (1 – 0) Jegyzőkönyv | Csóka 63' Sütő 89' |

| Hidegkuti Nándor Stadion, Budapest Nézőszám: 1 000 Játékvezető: Szilasi Szabolcs (magyar) |

| 22. forduló 2008. április 4. 19:00 |

| Zalaegerszegi TE | 0 – 1               | MTK Budapest                             |
| ---------------- | ------------------- | ---------------------------------------- |
| Molnár 65'       | (0 – 1) Jegyzőkönyv | Hrepka 14' Pintér 37' Pál 55' Pollák 57' |

| ZTE Aréna, Zalaegerszeg Nézőszám: 3 500 Játékvezető: Bede Ferenc (magyar) |

| 23. forduló 2008. április 12. 15:00 |

| Győri ETO   | 1 – 0               | MTK Budapest                                |
| ----------- | ------------------- | ------------------------------------------- |
| Nikolov 51' | (0 – 0) Jegyzőkönyv | Vadnai 35' Zsidai 71' Horváth 72' Kanta 73' |

| ETO Park, Győr Nézőszám: 3 000 Játékvezető: Solymosi Péter (magyar) |

| 24. forduló 2008. április 18. 19:00 |

| MTK Budapest                    | 3 – 2               | Kaposvári Rákóczi                       |
| ------------------------------- | ------------------- | --------------------------------------- |
| Urbán 4' Lambulić 15' Szabó 51' | (2 – 0) Jegyzőkönyv | Obrić 75' Nikolics 86' 70' Zahorecz 71' |

| Hidegkuti Nándor Stadion, Budapest Nézőszám: 1 000 Játékvezető: Mészáros István (magyar) |

| 25. forduló 2008. április 27. 18:00 |

| Budapest Honvéd                                        | 0 – 2               | MTK Budapest                      |
| ------------------------------------------------------ | ------------------- | --------------------------------- |
| Vincze 56' Smiljanić 61' Ivancsics 76' Hercegfalvi 86' | (0 – 1) Jegyzőkönyv | Pátkai 44' Szabó 90+3' Hrepka 27' |

| Bozsik József Stadion, Budapest Nézőszám: 1 500 Játékvezető: Bede Ferenc (magyar) |

| 26. forduló 2008. május 3. 15:00 |

| MTK Budapest | 0 – 2               | Vasas                                    |
| ------------ | ------------------- | ---------------------------------------- |
|              | (0 – 0) Jegyzőkönyv | Pavičević 61' 45' Divić 90+2' Németh 68' |

| Hidegkuti Nándor Stadion, Budapest Nézőszám: 1 000 Játékvezető: Kassai Viktor (magyar) |

| 27. forduló 2008. május 9. 19:00 |

| Nyíregyháza Spartacus        | 0 – 2               | MTK Budapest                                          |
| ---------------------------- | ------------------- | ----------------------------------------------------- |
| Miskolczi 42' Luis Ramos 53' | (0 – 1) Jegyzőkönyv | Kanta 29' Urbán 51' Pollák 42' Zsidai 85' Kecskés 90' |

| Nyíregyháza Városi Stadion, Nyíregyháza Nézőszám: 6 000 |

| 28. forduló 2008. május 17. 19:00 |

| MTK Budapest                                 | 5 – 1               | FC Tatabánya                                         |
| -------------------------------------------- | ------------------- | ---------------------------------------------------- |
| Pollák 9' Pintér 42' Kanta 48' 81' Urbán 83' | (2 – 1) Jegyzőkönyv | Lázár 25' Kovács 41' Vámosi 47' Kichi 62' Dombai 83' |

| Hidegkuti Nándor Stadion, Budapest Nézőszám: 2 500 Játékvezető: Iványi Zoltán (magyar) |

| 29. forduló 2008. május 26. 18:00 |

| Soproni REAC                              | 0 – 3               | MTK Budapest                         |
| ----------------------------------------- | ------------------- | ------------------------------------ |
| Sallai 24' Dancs 36' Kapcsos 40' Zana 76' | (0 – 0) Jegyzőkönyv | Lambulić 48' 90' Urbán 67' Kanta 58' |

| Káposztás utcai Stadion, Sopron Nézőszám: 2 000 |

| 30. forduló 2008. június 1. |

| MTK Budapest | 3 – 0               | FC Sopron |
| ------------ | ------------------- | --------- |
|              | (0 – 0) Jegyzőkönyv |           |

| Hidegkuti Nándor Stadion, Budapest |

- A mérkőzést törölték és 3–0-val az MTK Budapestnek került jóváírásra.

#### A bajnokság végeredménye
|    | Csapat                | Játszott | Gy | D  | V  | LG | KG | GK  | Pont |
| -- | --------------------- | -------- | -- | -- | -- | -- | -- | --- | ---- |
| 1  | MTK Budapest          | 30       | 20 | 6  | 4  | 65 | 22 | +43 | 66   |
| 2  | Debreceni VSC         | 30       | 19 | 7  | 4  | 67 | 27 | +40 | 64   |
| 3  | Győri ETO             | 30       | 17 | 9  | 4  | 66 | 34 | +32 | 60   |
| 4  | Újpest                | 30       | 16 | 7  | 7  | 57 | 40 | +17 | 55   |
| 5  | FC Fehérvár           | 30       | 17 | 3  | 10 | 48 | 32 | +16 | 54   |
| 6  | Kaposvári Rákóczi     | 30       | 15 | 8  | 7  | 50 | 37 | +13 | 53   |
| 7  | Zalaegerszegi TE      | 30       | 13 | 7  | 10 | 55 | 39 | +15 | 46   |
| 8  | Budapest Honvéd       | 30       | 12 | 7  | 11 | 45 | 36 | +11 | 43   |
| 9  | Nyíregyháza Spartacus | 30       | 12 | 6  | 12 | 36 | 36 | 0   | 42   |
| 10 | Vasas                 | 30       | 12 | 5  | 13 | 42 | 45 | –3  | 41   |
| 11 | Paksi FC              | 30       | 10 | 9  | 11 | 53 | 50 | +3  | 39   |
| 12 | Rákospalotai EAC      | 30       | 8  | 9  | 13 | 44 | 58 | –14 | 33   |
| 13 | BFC Siófok            | 30       | 7  | 8  | 15 | 36 | 46 | –10 | 29   |
| 14 | Diósgyőr              | 30       | 5  | 13 | 12 | 45 | 63 | –18 | 28   |
| 15 | FC Tatabánya¹         | 30       | 3  | 4  | 23 | 37 | 92 | –55 | 13   |
| 16 | FC Sopron²            | törölve  |    |    |    |    |    |     |      |

* Gy: Győzelem D: Döntetlen V: Vereség LG: Lőtt gól KG: Kapott gól GK: Gólkülönbség
|  | A Bajnokok Ligája selejtezőjének második körébe jut     |
|  | Az UEFA-kupa selejtezőjének első fordulójába jut        |
|  | UEFA Intertotó Kupa selejtezőjének első fordulójába jut |
|  | Kiesők                                                  |

¹Az FC Tatabánya a 2008/09-es bajnokságra nem kért licencet.

²Jogerős licencmegvonás, és így kizárva a bajnokságból.

#### Az eredmények összesítése
Az alábbi táblázatban összesítve szerepelnek az MTK Budapest FC 2007/08-as bajnokságban elért eredményei.
| Ősz/tavasz (forduló)    | Otthon | Otthon | Otthon | Otthon | Otthon | Otthon | Otthon | Idegenben | Idegenben | Idegenben | Idegenben | Idegenben | Idegenben | Idegenben |
| Ősz/tavasz (forduló)    | M      | GY     | D      | V      | LG–KG  | GK     | P      | M         | GY        | D         | V         | LG–KG     | GK        | P         |
| ----------------------- | ------ | ------ | ------ | ------ | ------ | ------ | ------ | --------- | --------- | --------- | --------- | --------- | --------- | --------- |
| Őszi szezon (1–15.)     | 8      | 5      | 2      | 1      | 17–7   | +10    | 17     | 7         | 5         | 2         | 0         | 19–5      | +14       | 17        |
| Tavaszi szezon (16–30.) | 7      | 4      | 2      | 1      | 16–7   | +9     | 14     | 8         | 6         | 0         | 2         | 13–3      | +10       | 18        |
| Összesen (1–30.)        | 15     | 9      | 4      | 2      | 33–14  | +19    | 31     | 15        | 11        | 2         | 2         | 32–8      | +24       | 35        |

#### Helyezések fordulónként
| Forduló  | 1  | 2  | 3 | 4 | 5  | 6 | 7  | 8 | 9  | 10 | 11 | 12 | 13 | 14 | 15 | 16 | 17 | 18 | 19 | 20 | 21 | 22 | 23 | 24 | 25 | 26 | 27 | 28 | 29 | 30 |
| -------- | -- | -- | - | - | -- | - | -- | - | -- | -- | -- | -- | -- | -- | -- | -- | -- | -- | -- | -- | -- | -- | -- | -- | -- | -- | -- | -- | -- | -- |
| Helyszín | O  | I  | O | I | O  | I | O  | O | I  | O  | I  | O  | I  | O  | I  | I  | O  | I  | O  | I  | O  | I  | I  | O  | I  | O  | I  | O  | I  | O  |
| Eredmény | GY | GY | D | D | GY | D | GY | D | GY | V  | GY | GY | GY | GY | GY | V  | D  | GY | D  | GY | GY | GY | V  | GY | GY | V  | GY | GY | GY | GY |
| Helyezés | 5  | 1  | 4 | 4 | 2  | 3 | 2  | 4 | 2  | 3  | 3  | 3  | 2  | 1  | 1  | 1  | 1  | 1  | 1  | 1  | 1  | 1  | 1  | 1  | 1  | 1  | 1  | 1  | 1  | 1  |

Helyszín: O = Otthon; I = Idegenben. Eredmény: GY = Győzelem; D = Döntetlen; V = Vereség.

### Magyar kupa
| 4. forduló 2007. szeptember 26. 15:00 |

| Putnok VSE         | 0 – 0               | MTK Budapest |
| ------------------ | ------------------- | ------------ |
| Nagy 65' Lázár 89' | (0 – 0) Jegyzőkönyv | Szabó 66'    |

| Putnok Játékvezető: Takács János (magyar) |

- Az alacsonyabb osztályban szereplő Putnok VSE jutott tovább.

### Ligakupa

#### Őszi csoportkör (D csoport)
| 1. forduló 2007. augusztus 15. 17:30 |

| FC Tatabánya | 0 – 0               | MTK Budapest         |
| ------------ | ------------------- | -------------------- |
| Filó 29'     | (0 – 0) Jegyzőkönyv | Szabó 28' Bajúsz 88′ |

| Városi Stadion, Tatabánya Játékvezető: Szilasi Szabolcs (magyar) |

| 2. forduló 2007. augusztus 22. 16:00 |

| MTK Budapest      | 2 – 3               | Győri ETO                           |
| ----------------- | ------------------- | ----------------------------------- |
| Szabó 54' 79' 73' | (0 – 2) Jegyzőkönyv | Varga 43' 64' Granát 45' Kovács 37' |

| Hidegkuti Nándor Stadion, Budapest Játékvezető: Fábián Mihály (magyar) |

| 3. forduló 2007. szeptember 9. 19:00 |

| MTK Budapest           | 2 – 1               | FC Sopron                          |
| ---------------------- | ------------------- | ---------------------------------- |
| Lencse 30' Kecskés 85' | (1 – 0) Jegyzőkönyv | Györök 90+2' Pintér 35' Tchana 59' |

| Hidegkuti Nándor Stadion, Budapest Játékvezető: Arany Tamás (magyar) |

| 4. forduló 2007. szeptember 19. 17:00 |

| FC Sopron                        | 3 – 0               | MTK Budapest                  |
| -------------------------------- | ------------------- | ----------------------------- |
| Zana 25' Csikós 66' Birtalan 75' | (1 – 0) Jegyzőkönyv | Tóth 24' Vági 40' Szabó 90+2' |

| Káposztás utcai Stadion, Sopron Játékvezető: Vad II. István (magyar) |

| 5. forduló 2007. október 3. 16:00 |

| MTK Budapest                                | 4 – 1               | FC Tatabánya |
| ------------------------------------------- | ------------------- | ------------ |
| Tóth 57' Kecskés 60' Simon 61' Ladóczki 64' | (0 – 0) Jegyzőkönyv | Kozak 72'    |

| Hidegkuti Nándor Stadion, Budapest Játékvezető: Nagy Róbert (magyar) |

| 6. forduló 2007. október 10. 15:00 |

| Győri ETO                                           | 1 – 0               | MTK Budapest             |
| --------------------------------------------------- | ------------------- | ------------------------ |
| Brnović 48' Nikolov 9' Stark 18' Jäkl 53' Šupić 54' | (0 – 0) Jegyzőkönyv | Lambulić 54' Kecskés 90' |

| ETO Park, Győr Játékvezető: Kassai Viktor (magyar) |

#### A D csoport végeredménye
| Csapat       | M | Gy | D | V | G+ | G– | Gk | P  |
| ------------ | - | -- | - | - | -- | -- | -- | -- |
| Győri ETO    | 6 | 4  | 0 | 2 | 13 | 8  | +5 | 12 |
| Tatabánya    | 6 | 3  | 1 | 2 | 13 | 9  | +4 | 10 |
| MTK Budapest | 6 | 2  | 1 | 3 | 8  | 9  | –1 | 7  |
| Sopron       | 6 | 2  | 0 | 4 | 8  | 16 | –8 | 6  |

#### Tavaszi csoportkör (D csoport)
| 1. forduló 2007. december 1. 13:00 |

| Újpest                  | 1 – 3               | MTK Budapest               |
| ----------------------- | ------------------- | -------------------------- |
| Moldovan 88' Vermes 60' | (0 – 1) Jegyzőkönyv | Pollák 29' Kulcsár 55' 78' |

| Szusza Ferenc Stadion, Budapest Játékvezető: Sápi Csaba (magyar) |

| 2. forduló 2007. december 5. 18:00 |

| MTK Budapest           | 3 – 2               | Vasas              |
| ---------------------- | ------------------- | ------------------ |
| Bori 11' Kanta 70' 73' | (1 – 0) Jegyzőkönyv | Mundi 76' Zeal 88' |

| Hidegkuti Nándor Stadion, Budapest Játékvezető: Bognár Tamás (magyar) |

| 3. forduló 2007. december 8. 13:00 |

| MTK Budapest                  | 2 – 1               | Diósgyőr                           |
| ----------------------------- | ------------------- | ---------------------------------- |
| Urbán 28' Bori 66' Pátkai 78' | (1 – 1) Jegyzőkönyv | Lipusz 40' Huszák 43' Menyhért 83' |

| Hidegkuti Nándor Stadion, Budapest Játékvezető: Pető Péter (magyar) |

| 4. forduló 2008. február 16. 13:00 |

| Vasas                        | 1 – 1               | MTK Budapest          |
| ---------------------------- | ------------------- | --------------------- |
| Németh 58' 47' Pavičević 89' | (0 – 0) Jegyzőkönyv | Kanta 75' Kulcsár 59' |

| Budafok Játékvezető: Bede Ferenc (magyar) |

| 5. forduló 2008. február 20. 18:00 |

| MTK Budapest           | 2 – 0               | Újpest   |
| ---------------------- | ------------------- | -------- |
| Lambulić 52' Szabó 78' | (0 – 0) Jegyzőkönyv | Habi 52' |

| Hidegkuti Nándor Stadion, Budapest Játékvezető: Veizer Roland (magyar) |

| 6. forduló 2008. február 27. 14:00 |

| Diósgyőr            | 1 – 1               | MTK Budapest      |
| ------------------- | ------------------- | ----------------- |
| Simon 18' Honma 75' | (1 – 0) Jegyzőkönyv | Rodenbücher 90+1' |

| DVTK-stadion, Miskolc Játékvezető: Sápi Csaba (magyar) |

#### A D csoport végeredménye
| Csapat       | M | Gy | D | V | G+ | G– | Gk | P  |
| ------------ | - | -- | - | - | -- | -- | -- | -- |
| MTK Budapest | 6 | 4  | 2 | 0 | 12 | 6  | +6 | 14 |
| Újpest       | 6 | 3  | 0 | 3 | 14 | 9  | +5 | 9  |
| Vasas        | 6 | 2  | 1 | 3 | 9  | 16 | –7 | 7  |
| Diósgyőr     | 6 | 1  | 1 | 4 | 8  | 12 | –4 | 4  |

#### Tavaszi negyeddöntő
| 2008. március 5. 14:30 |

| Rákospalotai EAC | 0 – 4               | MTK Budapest                                    |
| ---------------- | ------------------- | ----------------------------------------------- |
| Erős 24'         | (0 – 2) Jegyzőkönyv | Gosztonyi 13' Molnár 16' Kecskés 62' Vadnai 77' |

| Budai II László Stadion, Budapest Játékvezető: Mészáros István (magyar) |

| 2008. március 12. 17:00 |

| MTK Budapest                                                 | 6 – 0               | Rákospalotai EAC   |
| ------------------------------------------------------------ | ------------------- | ------------------ |
| Lencse 6' 54' Kecskés 44' Gosztonyi 51' Horváth 55' Boda 81' | (2 – 0) Jegyzőkönyv | Rása 43' Baghy 90' |

| Hidegkuti Nándor Stadion, Budapest Játékvezető: Németh Ádám (magyar) |

#### Tavaszi elődöntő
| 2008. április 15. 15:00 |

| MTK Budapest    | 1 – 1               | Győri ETO      |
| --------------- | ------------------- | -------------- |
| Rodenbücher 53' | (0 – 0) Jegyzőkönyv | Kovács 64' 39' |

| Hidegkuti Nándor Stadion, Budapest Játékvezető: Szabó Zsolt (magyar) |

| 2008. április 23. 16:30 |

| Győri ETO           | 2 – 0               | MTK Budapest |
| ------------------- | ------------------- | ------------ |
| Varga 11' Dudás 70' | (1 – 0) Jegyzőkönyv |              |

| ETO Park, Győr Játékvezető: Arany Tamás (magyar) |

## Külső hivatkozások
- A csapat hivatalos honlapja
- A Magyar Labdarúgó Szövetség honlapja, adatbankja